# Cap de la Baga Alta
El Cap de la Baga Alta és una muntanya de 1.756 metres que es troba entre els municipis de Castell de l'Areny i de La Pobla de Lillet, a la comarca catalana del Berguedà.